# Друга облога Гватемала-Сіті
Друга облога Гватемала-сіті — вирішальна і остання битва громадянської війни в Федеративній республіці Центральної Америки, яка закінчилася тріумфуальною перемогою Франсіско Морасана і капітуляцією гватемальських консерваторів на чолі з Маріаном Айчіненою. 

## Фон
Після важких втрат в штурмі під час першої облоги столиці Гватемали, Франсіско Морасан вирішив сконцентруватися на захопленні міста Антигуа-Гватемала, однак на дорозі до нього він розбив консервативні війська відправлені на його перехоплення  війська консерваторів в битві при Сан-Мігелето. Після цього в ліберальній армії відновся бойовий дух а також відбувся прилив гватемальських добровольців, і Морасан знову рушив на столицю. 15 березня він переміг частину гарнізону послану щоб затримати його, після чого він відновив свої позиції в  Сан - Хосе Пінула і почав готуватися до штурму.

## Облога

### Репресії в місті
Щоб підготувати оборону міста, якому загрожували війська Моразана, 18 березня 1829 року Айсінена наказав застосовувати смертну кару до всіх, хто допомагає ворогові. Він також видав прокламацію, в якій посилався на захист святості вівтарів і видав законодавче положення, згідно з яким ліберальні лідери Педро Моліна Мазарієгос , його син Естебан Моліна, Антоніо Рівера Кабесас і солдати Клето Ордоньєс, Ніколас Рауль та Ісідоро Сагет були оголошені ворогами країни та були залишені у в'язниці. 4

### Спроба мирних переговорів
Генерал Вервер — повноважний міністр короля Нідерландів перед Центральноамериканською федерацією, який перебував у регіоні для переговорів про будівництво міжокеанічного каналу в Нікарагуа за наказом короля Бельгії та Нідерландів —  намагався виступити посередником між державою Уряд і Морасан, але вони не змогли досягти згоди. 5 

## Штурм і капітульція консерваторів
10 квітня Морасан пішов на штурм, і вже 12 квітня глава держави Гватемала Маріано де Айсінена-і-Піньйоль капітулював, а наступного дня Центральна площа була зайнята військами Морасана. Відразу після цього раніше відстороненого президента Мануеля Арсе, Маріано Айчінену, віце президент Маріано Бельтранен який був тимчасовим президентом федерації після відсторонення Арсе, та всіх офіційних осіб, які відіграли роль у війні, відправили до в’язниці. 5

## Наслідки
Після цих подій генерал Морасан очолював Центральну Америку протягом трьох місяців до 26 червня 1829 року, поки Конгрес не призначив сенатора Хуана Баррундіа тимчасовим президентом Центральної Америки з 25 червня 1829 року.7 Морасан вигнав Айсінену та Піньоля, консервативного гватемальського аристократа, а також більшість члени клану Айсінена що він разом зі своїми союзниками керував членами головних регулярних орденів і вищим духовенством католицької церкви . Не задовольнившись вигнанням, він конфіскував усі їхні активи, які використав у наступні роки для фінансування своїх дорогих військових кампаній. 6 
4 червня 1829 року уряд Морасан видав закон про застосування смертної кари для всіх членів клану Айчінена , які брали участь у консервативному уряді Гватемали до повернення в скарбницю заробітної плати за три роки його роботи та конфіскацією всього його майна. 